# Florida State Road 836
Die Florida State Road 836 ist eine State Route im US-Bundesstaat Florida, die lokal auch als Dolphin Expressway bekannt und autobahnähnlich ausgebaut ist. Sie führt auf einer Länge von gut 24 Kilometern von Tamiami nach Miami innerhalb des Miami-Dade County. In Miami wird die Schnellstraße auch als Interstate 395 bezeichnet. Die Straße wird von der Miami-Dade Expressway Authority betrieben.

## Streckenverlauf

Die SR 836 beginnt bei Tamiami an der 137th Street, unweit nördlich von deren Kreuzung mit dem U.S. Highway 41, der bis nach Miami etwa drei Kilometer südlich parallel zum Expressway verläuft. Nach knapp vier Kilometern in östlicher Richtung trifft er auf die Homestead Extension of Florida’s Turnpike (SR 821). Nach weiteren sieben Kilometern wird der Palmetto Expressway (SR 826) gekreuzt. Anschließend passiert die Straße den Flughafen Miami auf seiner südlichen Seite. Auf den letzten drei Kilometern bis zum Ufer der Biscayne Bay, bzw. 1 km vor der dem Knotenpunkt Midtown Interchange mit der Interstate 95, führt die Schnellstraße zusätzlich die Bezeichnung Interstate 395. Mit Beginn des MacArthur Causeway am Ufer beginnt schließlich die State Road A1A in Richtung Miami Beach.

### Maut
Nutzungsgebühren werden an drei Stellen der Schnellstraße erhoben. Zwischen der 27th und 17th Avenue muss der ostwärts verlaufende Verkehr $1,25 ($1,00 mit SunPass) entrichten, während der Verkehr nach Westen an dieser Stelle mautfrei bleibt. Weiter westlich hinter der 87th Avenue werden in beiden Richtungen weitere $1,00 ($0,75 mit SunPass) erhoben. Ursprünglich war eine zweite Mauterhebung nur auf dem Abschnitt westlich der Homestead Extension vorgesehen. Auf diesem Abschnitt bis zur 137th Avenue werden nun weitere $0,25 erhoben, dabei sind hier nur Fahrzeuge mit SunPass-Transpondern erlaubt.

## Geschichte

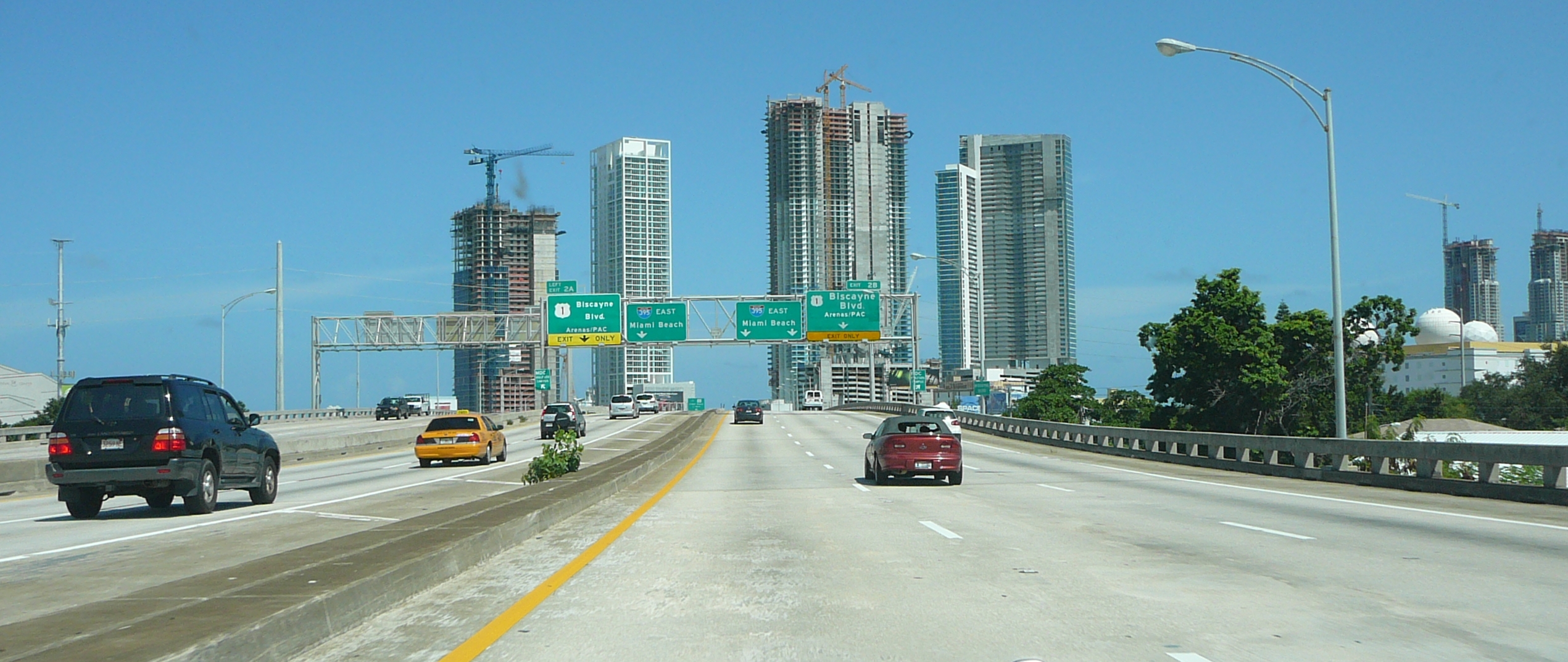
Interstate 395 in Miami

Die ersten Bauarbeiten an der als Twentieth Street Tollway seit 1964 geplanten Schnellstraße zwischen dem Palmetto Expressway und dem U.S. Highway 1 mitsamt der Flughafenanbindung begannen 1967 und endeten 1969. Der zweite Abschnitt bis zur Homestead Extension wurde 1971 begonnen und 1974 fertiggestellt. 1974 wurde dann nach dem Gewinn der Super Bowls VII und VIII die Straße zu Ehren der Miami Dolphins in Dolphin Expressway umbenannt.
Der Bau des neuesten und westlichsten Abschnittes begann im Jahr 2004. Dieser Abschnitt wurde 2007 eröffnet. Die Abrechnung der Maut erfolgt hier ausschließlich elektronisch, Barzahlungen sind somit nicht möglich.
Für die Zukunft sind der Bau weiterer Fahrspuren sowie eine Umgestaltung des hoch frequentierten Knotens mit der State Road 826 geplant. Zudem gibt es Überlegungen einer weiteren, südwärts verlaufenden Verlängerung vom derzeitigen Westende bis zur SW 136th Street. Bis 2014 wird die Mauterhebung auf der Schnellstraße als letzte Mautstraße der Miami-Dade Expressway Authority vollständig automatisch erfolgen.
Am 24. Mai 2010 begann der Bau des Port of Miami-Tunnels, der eine Verlängerung der Interstate 395 bis zum Hafen Miami darstellt und bis 2014 fertiggestellt sein wird.